# Evelyn Badu
Pour les articles homonymes, voir Badu.
Evelyn Badu, née le 11 septembre 2002, est une footballeuse internationale ghanéenne évoluant au poste de milieu de terrain au Molde FK.

## Biographie

### Carrière en club
Evelyn Badu est une joueuse du club des Hasaacas Ladies, remportant le Championnat du Ghana en 2019 et 2021, et participant notamment à la Ligue des champions féminine de la CAF 2021, pour laquelle elle est nommée meilleure joueuse de la phase de groupes. Meilleure buteuse du tournoi avec cinq buts, elle est défaite en finale par les Mamelodi Sundowns. Elle est nommée meilleure joueuse de la compétition par la CAF.
En décembre 2021, elle signe un contrat de deux ans et demi avec le club norvégien de l'Avaldsnes IL.

### Carrière en sélection
Elle joue la Coupe du monde des moins de 20 ans 2018 en France, où les Ghanéennes sont éliminées au premier tour.
Avec l'équipe du Ghana, elle dispute en 2019 les éliminatoires du tournoi olympique.

## Palmarès

### Distinctions personnelles
- Joueuse interclubs africaine de l'année en 2022[7]
- Jeune joueuse africaine de l'année en 2022[7]